# リンダカラー∞
リンダカラー∞（リンダカラーインフィニティ）は、ワタナベエンターテインメントに所属する日本のお笑いトリオ。

## メンバー
Den（本名：田 晃世〈でん こうせ〉1994年2月22日（31歳） - ）
ボケ・ネタ作り担当。
身長174 cm、血液型はB型。神奈川県横須賀市出身。出身大学は神奈川大学。旧芸名は、デン。
後藤拓実（四千頭身）の唯一の後輩を自称している。
芸人（すがちゃん最高No.1、ミスター大冒険。）と同居している。
名前の読みは「こうせい」ではなく「こうせ」。家族以外からは苗字（Den）で呼ばれることが多く、名前で呼ばれることは滅多にないらしい。
栗谷（カカロニ）、すがちゃん最高No.1（ぱーてぃーちゃん）とのユニット「カリスマスリー」を組んでおり、M-1グランプリ2024では3回戦まで進出。

たいこー（本名：鈴木 泰広〈すずき たいこう〉1993年8月5日（32歳） - ）
ツッコミ担当。
身長170 cm、血液型はB型
神奈川県横須賀市出身。中学、高校と野球部でキャプテンをしていた。
2020年8月に実家から引っ越し、としぱんち（チュランペット）など芸人仲間との同居を経て、2024年から一人暮らしを始めた。
PHOENIX DARTS TOURNAMENT「THE FINAL 2014」出場。
フォークリフト運転技能講習修了証取得。
吉良吉影風の衣装は相方・Denによるアイデア。
芸人になる前は一般企業で正社員として働き、デビュー後はチョコレート工場やスーパーなど2024年までアルバイトをしていた。

りなぴっぴ（1998年2月10日（27歳） - ）
Denのファン担当。
山形県出身。
2022年5月より加入。芸人になる前はラーメン屋やアパレルショップで働いていた。
猫を2匹飼っている。
高校時代に友人とバンドを組み、ドラムを担当していた。
モグライダーがMCを務めるインターネット番組『まいにち大喜利』の大喜利イベントでMVPを獲得した。
喫煙者である。
角井（江戸マリー）の半年先輩で、ワタナベコメディスクールでは33期出身と同期扱い。

## 来歴
Denとたいこーは、横須賀市立久里浜小学校3年生の時にクラスメートになって以来の仲。久里浜中学校3年生の頃は、4人組でネタを作成して披露した。冗談半分で「コンビを組もう」と口約束を交わし、Denは大学へ進学。たいこーは一旦就職するも約束が忘れられず退職し、Denが大学を卒業するタイミングで「コンビを組もう」と声を掛けた。
横須賀の地域密着型お笑い集団「0468スタイル」の一員。他メンバーにはオッパショ石など。
旧コンビ名はお互いの本名が由来。鈴木泰広の「鈴」に田晃世の「田」を組み合わせた「鈴田（リンダ）」と、語呂で決めた「カラー」を組み合わせたもの。
ライブで一目見てデンのファンになったりなぴっぴから声をかけ、2022年5月1日、リンダカラー∞としての活動を正式に開始した。同日、デンはDenに改名した。

## 芸風
- リンダカラーとしては主にコント漫才をしていた。Denが投げかける突拍子もない設定に、たいこーがハイテンションで返していくネタが多い[1]。
- リンダカラー∞に改称後は、Denがカリスマキャラを演じて「カリスマンザイ[15]」と称したキャラクター漫才に取り組んでいる。ネタの際に使用している楽曲はイタリアのDJ・Dankoの『Pump It Up』のトラック。

## 賞レース成績

### M-1グランプリ
| 年（回）         | 結果         | 会場                   | 備考                             |
| ---------------- | ------------ | ---------------------- | -------------------------------- |
| 2017年（第13回） | 2回戦進出    | 雷5656会館ときわホール | コンビ「リンダカラー」として出場 |
| 2018年（第14回） | 2回戦進出    | 雷5656会館ときわホール | コンビ「リンダカラー」として出場 |
| 2019年（第15回） | 準々決勝進出 | NEW PIER HALL          | コンビ「リンダカラー」として出場 |
| 2020年（第16回） | 2回戦進出    | ルミネtheよしもと      | コンビ「リンダカラー」として出場 |
| 2021年（第17回） | 3回戦進出    | よしもと有楽町シアター | コンビ「リンダカラー」として出場 |
| 2022年（第18回） | 2回戦進出    | 雷5656会館ときわホール |                                  |
| 2023年（第19回） | 2回戦進出    | 雷5656会館ときわホール |                                  |

### その他賞レース
- 2020年 ワタナベお笑いNo.1決定戦2020 決勝進出[17]
- 2024年 おもしろ荘 準優勝[18]

## 出演

### テレビ
現在のレギュラー番組
- おはスタ（テレビ東京、2024年4月1日 - ）月曜コーナーレギュラー[19]

過去の出演番組
- ウケメン（フジテレビ、2018年11月24日、12月26日、2019年2月23日、3月28日、2020年9月26日）
- ゲキレア珍百景（CS・テレ朝チャンネル、2019年10月27日、2021年6月27日）
- オスカル!はなきんリサーチ（テレビ朝日、#98 2020年4月19日)[20]
- ネタパレ（フジテレビ、2020年11月20日、12月11日[注 2]、2024年1月1日）
- キャラダチミュージアム～MoCA～（フジテレビ、2021年5月2日、6月13日）
- Do8（フジテレビ、2021年6月14日）- Denのみ
- ぽかぽか（フジテレビ、2023年2月21日、7月18日[注 3]）
- ラヴィット!（TBS、2023年7月24日）
- 千鳥のクセスゴ!（フジテレビ、2023年10月22日、12月3日、2024年2月4日、4月14日）
- 全力!脱力タイムズ （フジテレビ、2023年11月17日、2024年1月19日、3月8日、7月12日、8月9日、8月23日、9月6日、9月13日、9月27日、11月1日、11月8日）- Denのみ[注 4]
- おもしろ荘へいらっしゃい（日本テレビ、2024年1月1日）
- イワクラせいや警備保障（テレビ朝日、2024年1月11日）- Denのみ
- 有吉ゼミ（日本テレビ、2024年1月22日）
- ぐるぐるナインティナイン（日本テレビ、2024年1月25日）
- 相席食堂（ABCテレビ、2024年6月25日[注 2]、8月20日[注 5]）
- くりぃむナンタラ（テレビ朝日、2024年7月17日、7月24日[注 5]、8月7日[注 6]、11月13日）
- お笑い4コマパーティー ロロロロ（中京テレビ、2024年9月11日）

### テレビドラマ
- 筋トレサラリーマン 中山筋太郎〜メリークリスマッスル編〜（読売テレビ・日本テレビ、2024年12月19日） - SHUN 役（Denのみ）[21]

### CM
- モンスターストライク「後藤の言われたくない秘密①」篇、「後藤の言われたくない秘密②」篇（Denのみ）

### ラジオ
- ヤングミルク（2019年12月4日）- 四千頭身がM-1グランプリ2019準決勝出場のため休みとなった四千ミルクの特別回[22]
- K-PRO児島のお笑い大図鑑 （2020年11月30日 - 12月6日）
- KUSUKUSU （2024年2月18日）
- ザ・ラジオショー （2024年7月10日）
- サクラバシ919（ラジオ大阪、2025年4月2日 - ）- 水曜パーソナリティ（Denのみ）[23]
- リンダカラー∞の「裸足」（FMヨコハマ、2025年4月7日 - ）[24]

### ウェブテレビ
- 有田ジェネレーション（U-NEXT、2023年9月1日）[25]
- チャンスの時間（AbemaTV、2024年1月21日、2月11日[注 2]、3月3日）
- まいにち賞レース（テレビ朝日公式YouTubeチャンネル「動画、はじめてみました」、2024年2月16日）